# 納斯特隆德

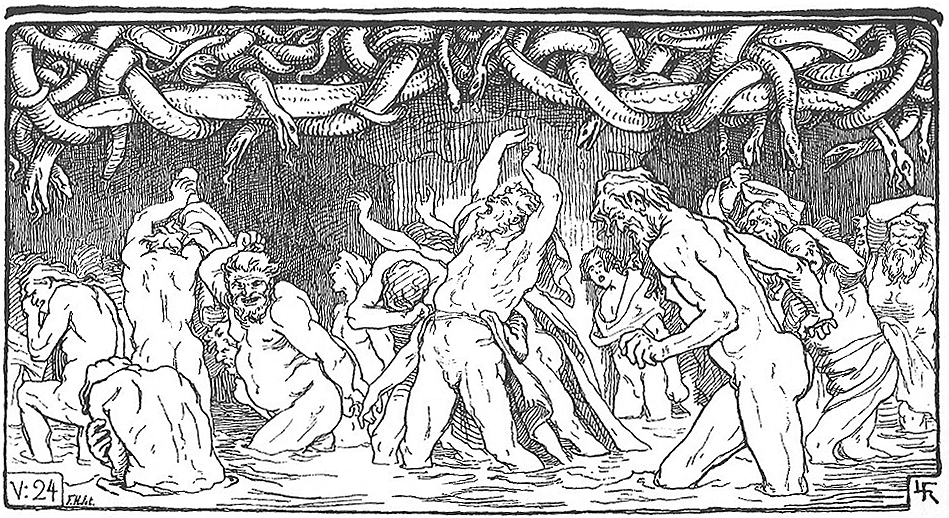
Lorenz Frølich作於1895年

在北歐神話中，納斯特隆德（[ˈnɑːˌstrɔnd]，[ˈnauˌstrœnt]）是位於海姆冥界的一個地區，其意為「死屍之壑」（Corpse Shore）。只要是生前作惡的靈魂（如杀人犯、通奸者和破坏誓言者）都會通過此處，接受冰冷泉水的浸沉和毒蛇的咬囓。
在《新埃達》中，作者史洛里使用的字眼：Nástrandir（Corpse Shores）為複數形。